# پواژسکا بیستریتسا
پواژسکا بیستریتسا (به آلمانی: Waagbistritz) یک شهرک در اسلواکی با جمعیت ۴۱٬۶۹۷ نفر است که در Považská Bystrica District واقع شده‌است.